# Златова Валерія Василівна
Вале́рія Васи́лівна Зла́това (* 1983) — українська борчиня вільного стилю.

## Життєпис
Народилась 1983 року в селі Зоря Саратського району Одеської області.
Переможниця першості Європи-2000.
Срібна призерка Чемпіонату Європи з боротьби-2003 (до 67 кг).
Срібна призерка Кубка світу (Франція, 2006).